# Jonathan Michie
Jonathan Michie (né le 25 mars 1957 à Londres) est un économiste britannique qui est président du Kellogg College d'Oxford, où il est professeur d'innovation et d'échange de connaissances.

## Biographie
Michie est le fils de la biologiste Anne McLaren et de l'informaticien Donald Michie et le frère de la psychologue universitaire Susan Michie.
Il étudie au United World College of the Atlantic à partir de 1973, où il obtient son baccalauréat international. Il obtient ensuite une bourse au Balliol College d'Oxford, avec une mention très bien en philosophie, politique et économie, puis un doctorat, après avoir obtenu une maîtrise en économie de Queen Mary, Université de Londres. En 1983, il rejoint le département d'économie du Congrès des syndicats, puis en 1988 à Bruxelles devient expert auprès de la Commission européenne, avant de devenir universitaire à l'Université de Cambridge en 1990. Après sept ans à Cambridge – d’abord à la Faculté d’économie puis à la Judge Business School – il occupe la chaire Sainsbury de management à l’Université de Londres, où il dirige l’École de management et de psychologie organisationnelle du Birkbeck College.
En 2004, il devient professeur de gestion à l'Université de Birmingham où il est directeur de la Birmingham Business School et membre du Conseil de l'Université. Il est également directeur non exécutif du Sandwell & West Birmingham Hospitals NHS Trust.
En décembre 2007, il est nommé aux postes conjoints de directeur du département de formation continue de l'université d'Oxford et de président du Kellogg College d'Oxford. Il quitte son poste de directeur du département en 2021.
Michie est nommé Officier de l'Ordre de l'Empire britannique (OBE) lors des honneurs du Nouvel An 2022 pour services rendus à l'éducation.